# جون هالدمان
جون هالدمان (بالإنجليزية: John Haldeman)‏ (و. 1855 – 1899 م) هو لاعب كرة القاعدة من الولايات المتحدة الأمريكية ولد في بيوي.